# تیم ملی فوتبال زنان کویت
تیم ملی فوتبال زنان کویت (انگلیسی: Kuwait women's national football team) نماینده فوتبال زنان این کشور در رده ملی است و تحت نظارت فدراسیون فوتبال کویت قرار دارد.